# 虞茘
虞 茘（ぐ れい、503年 - 561年）は、南朝梁から陳にかけての学者。字は山披。本貫は会稽郡余姚県。弟は虞寄。

## 経歴
梁の平北将軍・始興王蕭憺の諮議参軍の虞検の長男として生まれた。9歳のとき、太常の陸倕から五経について一遍に10の問題を出されたが、虞茘はただちに問題ごとの回答を示し、答えを漏らすことがなかったため、陸倕に感心された。会稽郡太守の衡陽王蕭元簡が何胤から虞茘の話を聞いて、主簿として召しだそうとしたが、虞茘は年少を理由に辞退した。成長すると、広く古籍に通じて、文章を得意とした。南朝梁の西中郎行参軍を初任とし、まもなく法曹外兵参軍に任じられ、丹陽詔獄正を兼ねた。
梁の武帝が城西に士林館を置くと、虞茘は石碑を製作して奏上した。武帝はこの石碑を館に立てさせ、虞茘を士林学士として任用した。まもなく虞茘は司文郎となり、通直散騎侍郎に転じ、中書舎人を兼ねた。武帝の側近の任にありながら、虞茘は顧協とともに政治に関与しようとせず、西省にあって文章と記録のみにたずさわったので、当時にあって清白と号された。まもなく大著作を兼ねた。
侯景の乱が起こると、虞茘は親族を率いて建康に入り、鎮西諮議参軍に任じられた。建康が陥落すると、郷里に逃げ帰った。侯景の乱が平定されると、梁の元帝に中書侍郎として召されたが、応じなかった。貞陽侯蕭淵明のとき、揚州別駕に任じられたが、赴任しなかった。張彪が会稽郡に割拠したとき、虞茘はちょうど会稽にいた。陳蒨が張彪を平定すると、陳霸先と陳蒨が出仕を強く迫ったため、虞茘はやむなく建康におもむいて、召命に応じた。
永定3年（559年）、陳蒨（南朝陳の文帝）が即位すると、虞茘は太子中庶子に任じられ、皇太子陳伯宗の読書を担当する近侍として仕えた。まもなく大著作・東揚揚二州大中正を兼ねた。天嘉2年（561年）、死去した。享年は59。侍中の位を追贈された。諡は徳といった。著書に『鼎録』1巻があった。

## 子女
- 虞世基
- 虞世南

## 伝記資料
- 『陳書』巻19 列伝第13
- 『南史』巻69 列伝第59